# William Hickling Prescott
 William Prescott  (Salem, Massachusetts, 4 de maig de 1796 - Boston, 29 de gener de 1859) fou un historiador i hispanista estatunidenc.
Fill de William Prescott Jr, advocat, i de Catherine Greene Hickling, descendia d'una prominent família d'origen anglès: el seu avi patern William Prescott va servir com coronel dels patriotes en la Guerra de la Independència dels Estats Units amb un destacat paper en la batalla de Bunker Hill. Resulta que William H. Prescott descendia per línia materna del capità John Linzee, que va combatre en la mateixa batalla en el bàndol reialista. Les espases entrecreuades d'ambdós soldats, que en el seu dia van adornar la biblioteca de l'historiador, es troben avui a la Societat Històrica de Massachusetts.
Sent encara jove va patir una seriosa lesió en un ull a causa d'una escorça de pa dur llançada amb força mentre assistia a Harvard, on es va graduar en lleis el 1814. Posteriorment va realitzar un extens viatge per Europa, visitant Anglaterra, França i Itàlia, des d'abril de 1816 a juliol de 1817. Encara que la lesió ocular es va agreujar i es va estendre a l'altre ull i no li permetia llegir tot just sinó unes hores al dia, va decidir dedicar-se a la història. En aquesta decisió va comptar amb el ple suport de la seva família, que posseïa mitjans de sobres. El seu peculiar mètode de treball consistia a demanar l'ajuda d'un secretari qui li llegia en veu alta; gràcies a la seva excel·lent memòria sonora (podia recordar fins a seixanta pàgines llegides al peu de la lletra), va poder redactar els seus primers treballs. El 1821 va realitzar la seva primera contribució a la  North American Review : un repàs a les cartes de Lord Byron a Pope. A aquesta revista va remetre després durant llargs anys els resultats de les seves investigacions, que en aquells dies anaven des de la literatura francesa al drama isabelí, les balades angleses i la literatura italiana. Encara que en un primer moment va pensar a dedicar-se completament a aquesta última, va començar a apassionar per la hispanística en virtut a l'amistat que va començar a cultivar amb el professor de Harvard i hispanista George Ticknor, qui més tard seria el seu biògraf (The life of William Hikcling Prescott, Boston, 1864, revisada en 1875), i va decidir especialitzar-se en la història d'Espanya i Hispanoamèrica. El 4 maig 1820 es casà amb Susan Amory. La seva primera obra fou  The History of the Reign of Ferdinand and Isabella, the Catholic  (1837), que va arribar un èxit immediat. Va escriure també diversos estudis crítics i històrics mentre es documentava per escriure la seva obra més important, la  Història de la conquesta de Mèxic  (1843) amb ajuda de l'arabista espanyol Pascual de Gayangos y Arce. El seu èxit internacional li feu guanyar un gran prestigi i el va animar a emprendre també  Història de la conquesta del Perú  (1847). Encara que la seva vista s'anava afeblint a causa dels esforços que la sotmetia, no va cessar els seus treballs, va patir una apoplexia el 1858 i va morir l'any següent, deixant inacabada la seva  Història de Felip II  (vols. I i II, 1855; vol . III, 1858). Totes aquestes obres van ser traduïdes a nombroses llengües i li van guanyar l'estima de la gent gran esperits de la seva època.
Per més que els treballs de Prescott apareguin avui com superats, la seva obra sobreviu gràcies al seu alè narratiu, la seva imparcialitat i rigor documental i el vigor i plasticitat del seu excel·lent estil, i es considera per això un dels millors historiadors nord-americans i el primer a ser valorat com a tal a l'altra riba de l'Atlàntic. Les seves  Miscel·lànies biogràfiques i crítiques  aparegueren el 1859. Les seves obres completes aparegueren en 16 volums editades per J. F. Kirk entre 1870 i 1874. Van ser ampliades després per W. H. Munro (22 vol., 1904, repr. 1968). El seu  Correspondència  va ser recollida per Roger Wolcott (1925) i els seus  uns documents  literaris per C. Harvey Gardiner (1961).

## Obres
- History of the Reign of Ferdinand and Isabella, the Catholic  (1837).
- History of the Conquest of Tacna (2009)
- Biographical and Critical Miscellanies  (1845).
- History of the Conquest of Peru  (1847).
- History of the Reign of Philip II  (1855-1958). Incompleta
- The Correspondence of William Hickling Prescott (1833 - 1847) . Edició de Roger Wolcott. Massachusetts Historical Society, 1925.
- The Literary uns documents of William Hickling Prescott . 2 vols. Edició de C. Harvey Gardiner. Oklahoma, 1961.
- The Papers of William Hickling Prescott . Edició de C. Harvey Gardiner. Illinois, 1964.